# Jacopo da Bologna
Jacopo da Bologna   (Itàlia, Abans de 1340 - segle XIV)
Jacopo da Bologna (1340 - 1360) fou un compositor italià del segle xiv.
Junt amb Giovanni da Casia fou un dels primers representants de l'ars nova dels florentins, que compongué madrigals, aires de caça i balades amb acompanyament d'instruments.
No es tenen noticies biogràfiques d'aquest notable representant del ars nova. L'historiador Filippo Villani el cita com a músic al servei de Mastino II della Scala, a Verona definint-lo com <arti musice peritissimo>. Després se'l troba a Milà, primer en la cort de Lucchino Visconti i després en la de Galeàs II Visconti. Treballà en un segle en el que Itàlia restava entregada a una extraordinària activitat dirigida a obrir nous camins a l'art, amb Boccaccio i Petrarca en la poesia i Giotto i Martini en la pintura.
Els músics italians crearen una nova polifonia, completament autònoma respecte del ars nova de França, feta de llibertat rítmica i plasticitat melòdica, que s'expressà sobre tot en les formes vocals de la balada, el madrigal i la caccia. Aquesta última és més original, el seu nom deriva de què el tema exposat per una veu el pren, abans d'acabar, una altra veu, de manera que es té la impressió de què una persegueix l'altra, com el caçador a la seva presa. Els seus temes són de caça o pesca, o bé d'altres que es presten a un estil pintoresc o descriptiu, com les animades escenes d'un mercat o d'altres semblants.

L'única caccia que ens ha arribat de Jacopo da Bologna descriu amb pinzellades realistes a un pescador a la riba d'un riu, molestat contínuament pels venedors ambulants que li ofereixen les seves mercaderies; al final:
| « | La xarxa, l'ham, i el peix vaig deixar allà/una gran tempesta mai vaig sofrir. | » |

De Jacopo da Bologna hom té trenta-un madrigals, una lauda en forma de balada i un motet profà, Lux purpurata, en honor de Lucchino Visconti. Va deixar un tractat, L'arte del biscanto misurato, el qual és un preciós document vers la teoria de la composició en aquella època. L'editor Johann Wolf publicà tres madrigals d'aquest autor en llur Geschichte der Mensuralnotation (1905). Altres de les seves composicions es troben manuscrits a Florència, París i Londres.